# مارتين منديز
مارتين منديز (بالإسبانية: Martín Méndez) هو عازف باس أوروغواياني، ولد في 6 أبريل 1978 في مونتفيدو في الأوروغواي.

## وصلات خارجية
- مارتين منديز على موقع ميوزك برينز (الإنجليزية)
- مارتين منديز على موقع أول ميوزيك (الإنجليزية)
- مارتين منديز على موقع ديسكوغز (الإنجليزية)